# Grande Ruine
Grande Ruine (francouzsky La Grande Ruine) je masiv v severní části Dauphineských Alp (Národní park Ecrins) v jihovýchodní Francii. Grande Ruine má dva vrcholy Pointe Brewoort (3765 m) a severní Pic Maitre (3726 m). Navštěvovaný je především hlavní vrchol. Masiv obklopují čtyři ledovce: Glacier du Clot Cavales, Glacier de la Grande Ruine, Glacier Agneaux (tím vede výstupová trasa) a Glacier de la Casse Déserte.

## Výstup
Základním opěrným bodem je parkoviště v oblasti Villar d'Arene ve spodní části doliny Romanche. Odtud podél řeky Romanche dlouho (6 km) až pod stěnu, kde vpravo odbočuje cesta vedoucí na chatu Refuge Adele Planchard (3169 m). K chatě je cesta po skále místy zajištěná řetězy. Problém zde může být s tekoucí vodou a kluzkými plotnami.
- Refuge Adele Planchard (3169 m) je horská chata zasazená mezi skalní štíty Roche Meane. Její kapacita je 64 lůžek v lageru a 32 ve winterraumu. Vlastníkem je C.A.F. Otevřená je od konce března do 15. května. Výstup na ní trvá kolem 6 hodin.

Od chaty sestupuje na ledovec Agneaux a jím poměrně strmě dosahuje jeho horní části ohrožené padajícími kameny z vrcholu Maitre. Nástup na skalní hřeben je klíčovým místem (stupeň II. UIAA, pomocné fixní lano). Po hřebeni již lehčeji na vrchol. Z vrcholu Pointe Brewoort rozled na Barre des Ecrins (4102 m), La Meije (3983 m), La Rateau (3809 m) na severu Mont Blanc a Gran Paradiso. Severozápadní obzor ovládá Monte Viso v Kottických Alpách. Délka : Adéle Planchard - Pointe Brewoort (3 hod.) - sestup (1,5 hod.) Celkem 4,5 hod.

## Obtížnost
Pointe Breevort
- Východní hřeben, normální cesta, obtížnost F+ / II.UIAA
- Jižní hřeben, Fourastier a Keller; 21. července 1954, obtížnost D-, IV.UIAA (většina cesty III.UIAA); 3 h ze sedla Col de la Casse Déserte

Pic Maitre
- Jižní hřeben, normální cesta, obtížnost F, I-II.UIAA.
- Západní pilíř, Brun a Thevenon, 20. září 1964, obtížnost TD, IV.UIAA, 600 m výstup, délka 10-14 hod. z toho 3 hod. přístup na chatu Rif. Chatelleret